# Varaignes

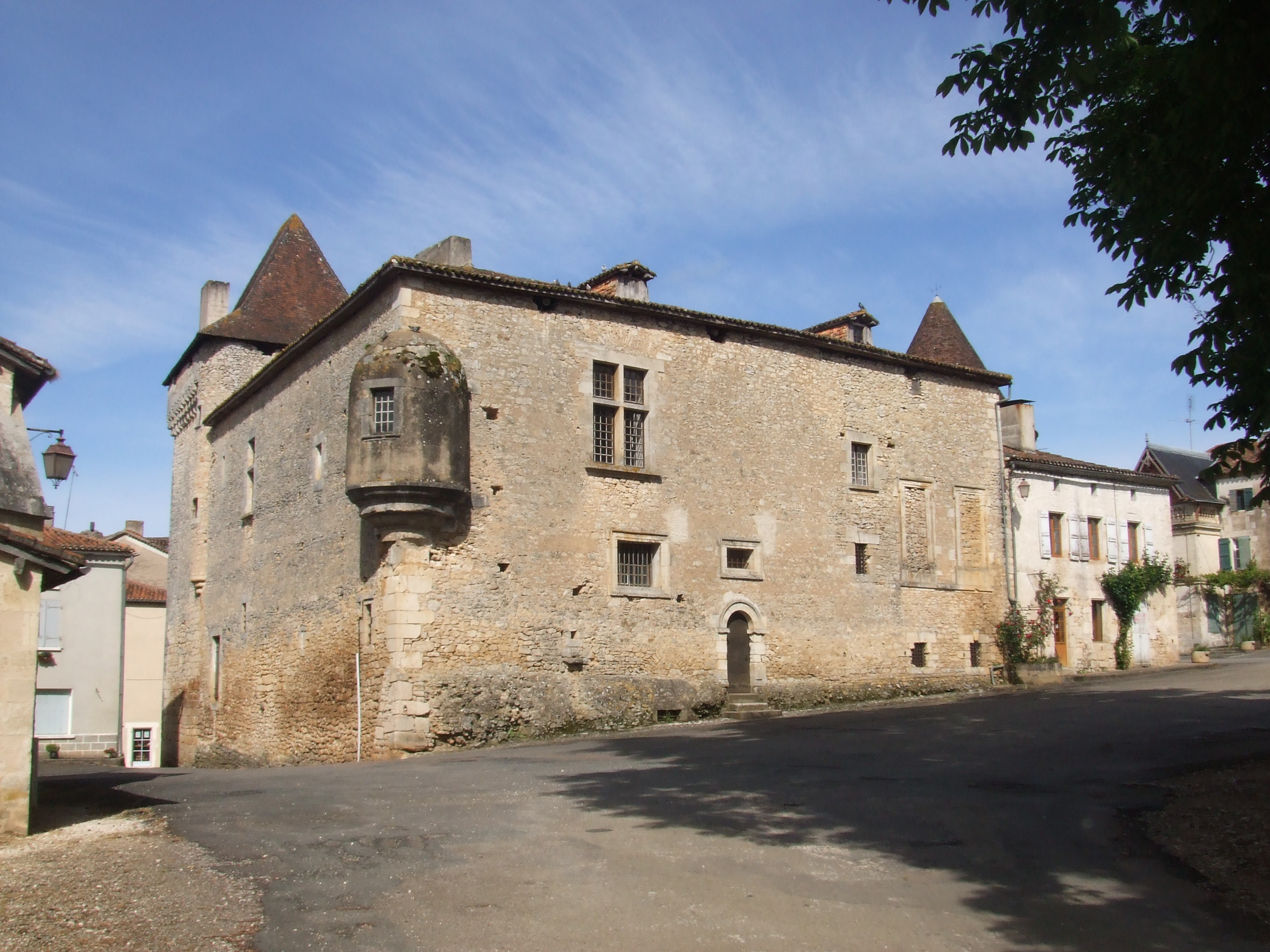
Kasteel

Varaignes is een gemeente in het Franse departement Dordogne (regio Nouvelle-Aquitaine) en telt 415 inwoners (2004). De plaats maakt deel uit van het arrondissement Nontron.

## Geografie
De oppervlakte van Varaignes bedraagt 16,6 km², de bevolkingsdichtheid is 25,0 inwoners per km².
De onderstaande kaart toont de ligging van Varaignes met de belangrijkste infrastructuur en aangrenzende gemeenten.

## Demografie
Onderstaande figuur toont het verloop van het inwonertal (bron: INSEE-tellingen).